# Franzosenkreuz Langenzersdorfer Straße

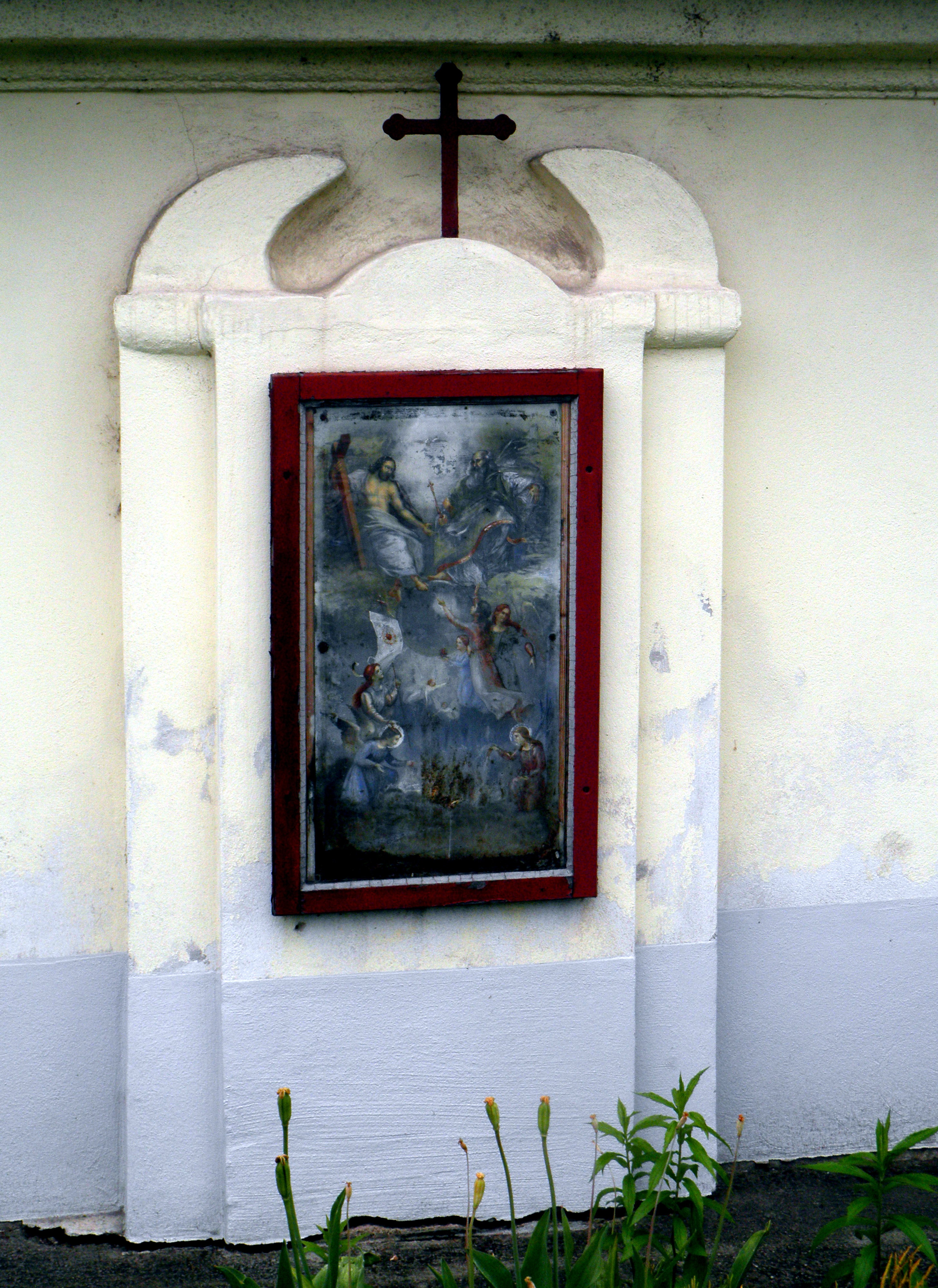
Franzosenkreuz in Strebersdorf

Das Franzosenkreuz ist ein Bildstock an der Hauswand des Hauses Langenzersdorfer Straße 49 in Strebersdorf im 21. Wiener Gemeindebezirk Floridsdorf.

## Geschichte
An der Stelle des Bildstockes sollen 1809 mehrere Franzosen begraben worden sein. Diese Erinnerungsstelle wurde Anfang des 19. Jahrhunderts geschaffen. Bis 1967 war der Bildstock eingemauert.

## Beschreibung
Das Franzosenkreuz ist ein breiter und niedriger Bildstock der pilasterähnlich in die Hausfassade eingebunden ist. Nach oben schließt er durch eine Art gesprengten Giebel ab. Mittig ist ein rundbogiger Abschluss mit bekrönendem Kreuz aus Metall. In der hohen rechteckigen Nische, die verglast ist, ist ein Dreifaltigkeits- und ein Arme-Seelen-Bild zu sehen.